# David Mourão-Ferreira
Pour les articles homonymes, voir Ferreira et Dani.
David de Jesus Mourão-Ferreira (24 février 1927 — 16 juin 1996) est un poète et écrivain portugais.

## Distinctions
- Grand-croix de l'ordre de Sant'Iago de l'Épée